# Micaela Josefa Quezada Borjas
Micaela Josefa Quezada Borjas, primera mujer hondureña en ser primera dama del Estado de Honduras en 1824-1827 y Primera dama del Estado de Nicaragua en 1830-1833.

## Biografía
Micaela Josefa Quezada Borjas, nació en la localidad de Mineral de San Joseph de Yuscarán, Provincia de Honduras, el 29 de septiembre de 1795. Hija de matrimonio entre el prominente minero José María Quezada originario de la Villa de San Miguel de Tegucigalpa y la señora María Manuela Borjas, quienes además tuvieron los siguientes hijos: Agustín Josep nacido el 4 de mayo de 1789, Josep Isidoro nacido el 2 de enero de 1791, María Josefa de la Visitación nacida el 1 de julio de 1792, José Julián nacido el 13 de febrero de 1794, José María nacido el 19 de mayo de 1797 e Ignacio Josep Miguel nacido el 31 de julio de 1798.
Micaela Josefa se casa con el político y licenciado Dionisio de Herrera con quien procrearon 9 hijos.

### Primera dama del Estado de Honduras
Su esposo Dionisio de Herrera llega a ser seleccionado como el Primer Jefe Supremo del Estado de Honduras en la Asamblea celebrada en 1824. El periodo administrativo estaría entre los años 1824 a 1828. En 1827 el Coronel Justo Milla Pineda, vicejefe de Estado de Honduras al mando de tropas guatemaltecas conservadoras se hacen con el poder en Honduras, derrocando a Dionisio de Herrera, a quien arrestan y ponen en prisión. Considerado como el primer golpe de Estado de Honduras, las fuerzas liberales y habitantes en general se unen para recuperar el país al mando del general Francisco Morazán, los destinos se deciden en la célebre Batalla de La Trinidad.

### Primera dama del Estado de Nicaragua
Dionisio de Herrera es enviado por el presidente federal Francisco Morazán a Nicaragua con el objeto de apaciguar la guerra civil que se llevaba a cabo. De Herrera se muda con su familia al país centroamericano logrando cumplir con el objetivo y concluir la guerra, el 1 de noviembre de 1829 la Asamblea Legislativa Nicaragüense, reunida en la ciudad de Rivas, lo eligió como nuevo Jefe Supremo del Estado de Nicaragua, cargo que asumió el 10 de mayo de 1830 hasta a finales del mes de diciembre de 1833. Por ende, doña Micaela se convertiría así en la primera dama de aquel país.

### Residencia en El Salvador
Dionisio esta vez es electo jefe de Estado de El Salvador en el año de 1834, cargo que el licenciado de Herrera no aceptaría, aduciendo no estar conforme con el nombramiento y apegado a derecho, a cuyo caso Micaela Josefa, se hubiera convertido en la primera mujer hondureña en ser primera dama en tres países diferentes. Herrera y su familia se establecieron en Choluteca, retirándose de la política en 1838. En el mes de diciembre de 1849 se trasladó junto con su familia a El Salvador, donde trabajó como maestro de la escuela primaria en la ciudad de San Salvador.

## Parentesco familiar
Las dos familias Quezada Borjas, conocidas fueron: una residente en la que fue Villa de San Miguel de Tegucigalpa, estaba formada por Juan Bautista de Quezada y María Borjas Alvarenga, entre sus hijos más destacados se encuentra Guadalupe Quezada Borjas que a la edad de 30 años contrajo matrimonio con José Eusebio Morazán Alemán oriundo de Yuscarán he hijo de Don Juan Bautista Morazán y Gertrudis Alemán. Guadalupe y Eusebio fueron los padres del general Francisco Morazán. Otro hijo fue Manuel de Jesús Quezada Borjas que se recibió  como sacerdote y cura de Texiguat, asimismo José María Quezada Borjas. En conclusión, Micaela Josefa es sobrina de Guadalupe Quezada Borjas, madre del general unionista Francisco Morazán. La otra familia Quezada Borjas, es la compuesta por los padres de doña Micaela Josefa residentes en Yuscarán.

### Fallecimiento
No se tiene fecha del lugar y fecha de fallecimiento de Micaela Josefa Quezada Borjas de Herrera.